# Virtú Maragno
Virtú Maragno (*18 de marzo de 1928, Santa Fe, Argentina-† 24 de febrero de 2004, Buenos Aires) fue un compositor argentino de música clásica, proyección folclórica argentina, ópera y de películas. Docente y académico nacional.

## Trayectoria
Se inició en el Liceo Municipal santafesino. Desde 1947 estudió piano gracias a una beca en Buenos Aires con Antonio de Raco y Vicente Scaramuzza y composición con Luis Gianneo perfeccionándose en Italia en la Academia Nacional de Santa Cecilia con Goffredo Petrassi y Franco Capuana siendo además invitado por Bruno Maderna en la radio italiana.
Su obra de carácter nacionalista con influencia de la vanguardia italiana se observa en su ópera estrenada en el Teatro Colón, Fuego en Casabindo sobre la novela homónima de Héctor Tizón en la temporada 2004.
Dirigió el Coro de la Facultad de Ingeniería de la Universidad de Buenos Aires, donde tuvo como pupilos a gente como Gerardo Masana, Daniel Rabinovich, Marcos Mundstock, Carlos Núñez Cortés y Jorge Maronna, germen de lo que fue I Musicisti y posteriormente los mundialmente célebres, Les Luthiers. 
Dirigió también el coro del Instituto Ángel D´Elia de San Miguel, provincia de Buenos Aires a mediados de la década del 60. 
Ganó el Primer Premio de la Asociación Amigos de la Música (1952), de la Municipalidad de Buenos Aires (1954), el Primer Premio del Festival Latinoamericano de Música del Sodre de Montevideo (1957) y el primer premio Nacional de Música 2002.
Fundó el Coro Polifónico de Santa Fe y luego el Coro Polifónico de Rosario. Dirigió durante el período 1979 - 1980 a la Asociación Coral Lagun Onak.
Compuso música para diversas películas.
Ejerció la docencia en la Conservatorio NacionalUniversidad Nacional de La Plata]], el Conservatorio NacionalCarlos López Buchardo, la Universidad Católica Argentina y en el Conservatorio Superior de Música Manuel de Falla.
En 1993 fue elegido para suceder como presidente a Roberto Caamaño en la Academia Nacional de Bellas Artes (Argentina).

## Películas con su música
- Soluna (1967)
- La cosecha (1966)
- Buenos Aires en camiseta (cortometraje) (1966)
- Los anónimos (cortometraje) (1966)
- Esperando un hermanito (cortometraje) (1965)
- Tres historias fantásticas (1964) dir. marcos Madanes
- La cifra impar (1962)
- Setenta veces siete (1962) dir. Leopoldo Torre Nilsson
- Buenos días, Buenos Aires (cortometraje) (1960)
- El candidato (1959) dir. Fernando Ayala
- La primera fundación de Buenos Aires (cortometraje) (1959)
- Buenos Aires (cortometraje) (1958)

## Obras principales
- Concertino para piano y catorce instrumentos
- Baladas Amarillas
- Sinfonía Ecce Homo (1969)
- Sinfonía Amo (1978)
- Cinco Canciones
- Fuego en Casabindo, ópera (estrenada el 1 de junio de 2004)
- Cantata Santa Fe, la Vieja(1991)
- Trío Latinoamericano para clarinete, violonchelo y piano (1984)
- Tres Fantasías para Arcos (1989)
- Trío para Flauta, Oboe y Clarinete (1990)
- Viaje a la Memoria y Encuentro del Nuevo Mundo (1992)
- Concierto para violín y orquesta y Cuarteto de cuerdas.

.Scherzo Sinfónico de Virtú Maragno .Grabado en vivo por Luis Aranosky. Producción de audio. Orq. Juvenil Nacional Libertador San Martín. Dir. Mario Benzecry. http://www.spreaker.com/user/luisaranosky/orq-j-nacional-l-s-m-virtu-maragno